# Cleora talaseensis
Cleora talaseensis là một loài bướm đêm trong họ Geometridae.